# Rudolf Nierlich
Rudolf Nierlich, né le 20 février 1966 à Sankt Wolfgang im Salzkammergut et décédé le 18 mai 1991 dans un accident de circulation, dans cette même localité, à l'âge de 25 ans, est un skieur alpin autrichien.

## Palmarès

### Jeux olympiques
| Épreuve / Édition | Calgary 1988 |
| Slalom géant      | 5e           |
| Slalom            | DNF          |

### Championnats du monde
| Épreuve / Édition | Crans Montana 1987 | Vail 1989 | Saalbach 1991 |
| Super G           | 7e                 | -         |               |
| Slalom géant      | -                  | Or        | Or            |
| Slalom            | -                  | Or        |               |

### Coupe du monde
- Meilleur classement final: 3e en 1991
- 8 victoires (5 en Slalom et 3 en Slalom Géant) pour un total de 23 podiums.

#### Différents classements en coupe du monde
| Saison / Épreuve | Saison / Épreuve | Général | Général | Slalom | Slalom | Géant  | Géant  | Combiné | Combiné |
| ---------------- | ---------------- | ------- | ------- | ------ | ------ | ------ | ------ | ------- | ------- |
| Saison / Épreuve | Saison / Épreuve | Class.  | Points  | Class. | Points | Class. | Points | Class.  | Points  |
| 1985             | 1985             | 110e    | 1       | -      | -      | -      | -      | 41e     | 1       |
| 1987             | 1987             | 19e     | 63      | 12e    | 29     | 11e    | 34     | -       | -       |
| 1988             | 1988             | 17e     | 67      | 18e    | 20     | 7e     | 47     | -       | -       |
| 1989             | 1989             | 6e      | 144     | 6e     | 65     | 3e     | 79     | -       | -       |
| 1990             | 1990             | 10e     | 110     | 9e     | 68     | 8e     | 42     | -       | -       |
| 1991             | 1991             | 3e      | 201     | 3e     | 100    | 2e     | 101    | -       | -       |

#### Détails des victoires
| Épreuve / Édition | Slalom géant              | Slalom            | Total |
| 1988              | Schladming                | -                 | 1     |
| 1989              | Kirchberg in Tirol Furano | Wengen Shigakogen | 4     |
| 1990              | -                         | Kitzbühel         | 1     |
| 1991              | -                         | Oppdal Aspen      | 2     |
| Total             | 3                         | 5                 | 8     |